# Otto Riedel (Theologe)
Otto Riedel (* 10. Juli 1908 in Zwickau; † 4. Oktober 1983 ebenda) war ein deutscher evangelischer Theologe und Schriftsteller.

## Leben und Werk
Riedels Vater war Lokomotivführer. Riedel studierte mit einem Stipendium der Deutschen Studienstiftung Marburg 1928/1929 an der Universität Marburg Germanistik, Geschichte, Kunstgeschichte und Theologie und danach bis 1933 an der Universität Leipzig Theologie. In Leipzig war Riedel Mitglied der Leipziger Kreuzritter-Gruppe, in der sich vierzehntäglich etwa zehn Studenten trafen, die sich mit Literatur zu Friedensfragen beschäftigten.
Riedel war dann in Meißen Vikar der Kirchgemeinde St. Afra, in der sich nach der Machtübergabe an die Nationalsozialisten kirchlicher Widerstand gegen die diese formierte. Er wirkte dort an der Bildung des Pfarrernotbundes mit und entwickelte für die Bekennende Kirche einen Vortragsdienst. Am 3. Oktober 1934 wurde er als Vikar der Gemeinde Härtensdorf eingeführt, aber schon am 7. November vom Superintendenten Max Krebs (1885–1972), Mitglied der NSDAP und der Deutschen Christen, amtsenthoben. Daraufhin beantragten 99 der stimmberechtigten Mitglieder der Kirchengemeinde die Mitgliedschaft in der Bekennenden Kirche. So entstand die erste Gemeinde der Bekennenden Kirche in Sachsen. 1935 wurde Riedel vom Dresdner Superintendenten Hugo Hahn ordiniert. Riedel war bis 1954 Pfarrer der Gemeinde und dann bis 1975 Pfarrer von St. Katharinen in Zwickau. In dieser Zeit arbeitete er auch als Rundfunkpfarrer. Unmittelbar nach dem Ende der Nazi-Herrschaft gehörte Riedel in Zwickau dem Vorläufigen Kirchenausschuss der Evangelisch-Lutherischen Kirche Süd-West-Sachsens an.
Bis 1950 war er auch Leiter der Christlichen Werkgemeinde, einer Arbeitsgemeinschaft von Theologen und Künstlern. 1954 initiierte er mit Ludwig Bäte und Leo Weismantel den Wartburgkreis Deutscher Dichter, der Diskussionsrunden von christlichen Autoren aus der DDR und der Bundesrepublik zum Ziel hatte, aber wohl nur zwei Mal zusammenkam. Zu deren Vorbereitung gab er 1953 im Union Verlag Berlin die Sammelbände Vom göttlichen und vom menschlichen Wort und Vom Worte Gottes und den Künsten heraus.
In seinen Werken als Lyriker, Erzähler und Essayist bekannte Riedel sich aus christlichem Glauben zu Gewaltlosigkeit und tätiger Menschenliebe. Liedtexte Riedels wurden u. a. von Johannes Petzoldt vertont.
Riedels Grab und das seiner Frau Erika, mit der er seit 1935 verheiratet war, befindet sich auf dem Friedhof Zwickau-Planitz.
Der Nachlass Riedels befindet sich in der Staatsbibliothek zu Berlin, seine Briefwechsel mit Hans Löscher im Archiv Kirchliche Zeitgeschichte der Universität Leipzig.

## Weitere Mitgliedschaften (mutmaßlich unvollständig)
- ab 1947 Meisenheimer Dichterkreis, Mitbegründer
- ab 1955 Deutsche Dante-Gesellschaft, ab 1962 als Vizepräsident, später Vizepräsident ehrenhalber
- ab 1958 Ernst-Barlach-Gesellschaft
- Die Kogge, ab 1964 Mitglied des Vorstands
- ab 1969 Annette-von-Droste-Gesellschaft

## Ehrungen
- 1954: Wartburgmedaille
- Vizepräsident ehrenhalber der Gesellschaft für Evangelische Theologie
- 1993: Benennung einer Straße in Zwickau nach Riedel

## Literarische Werke (unvollständig)

### Lyrik
- Fürchte dich nicht (1939; Evangelische Buchhandlung Verlag und Antiquariat Max Müller, Chemnitz und Leipzig)
- Ein Gottesjahr (1940)
- Im Schatten Gottes (1951)
- Kleiner Reigen (1952)
- Habt ihr´s schon vernommen (1954; Advents- und Weihnachtslieder; vertont von Paul Ernst Ruppel)
- Das Leben ist erschienen (1957; Gedichte und Erzählungen)
- Es schließt sich der Ring (1960)

### Erzählungen
- Hilfe in Not (1951)
- Die Flut (1957)
- Im Spiegel (1959)
- Auf Tod und Leben (1960; Erzählungen und Gedichte)
- Der geborgene Zweifler. Der begnadigte Apostel. Der blinde König. Erzählungen. (Evangelische Verlagsanstalt Berlin, 1966)
- Die Reise nach Wertheim (1966)
- Überraschungen (1968)
- König und Pabst (1967)

### Romane
- Der Bildschnitzer von Zwickau (1945)[5]
- Der Baumeister (1948)
- Gewissensnot (1964)
- Der Zukunft verschworen (1975)

### Essays u. ä.
- Des Dichters Amt am Lied der Kirche (Essay)
- Verrat aus Liebe (1965; Essay)
- Vom Menschenwerk. Ein Bilderbuch mit besinnlichen Betrachtungen (1965; mit Fotos von Günter Ziegler)
- Kleines Weistumsbrevier für Herz und Geist (1966; Sinnsprüche; mit Zeichnungen von Horst Räcke)

### Herausgeberschaft
- Härtensdorfer Choralbüchlein (1941)
- Kleine Anthologie christlicher Lyrik der Gegenwart (1955)
- Vom Menschenwerk. Ein Bilderbuch mit besinnlichen Betrachtungen (1965; mit Fotos von Günter Ziegler)

## Weblink
- Otto Riedel auf privater Website